# Wallace (nome)
Wallace  è un nome proprio di persona inglese e gaelico scozzese maschile.

## Varianti
- Ipocoristici: Wally[1]

## Origine e diffusione
Riprende il cognome inglese e scozzese Wallace, che ha origini normanne e vuol dire o "gallese", "proveniente dal Galles", o più in generale "straniero" (dalla stessa radice da cui il termine inglese Welsh, "gallese").
Cominciò ad essere usato in onore di William Wallace, l'eroe nazionale scozzese che guidò diverse battaglie durante le guerre di indipendenza scozzesi.

## Onomastico
Si tratta di un nome adespota, ovvero privo di santo patrono; il suo onomastico può essere festeggiato in occasione di Ognissanti, il 1º novembre.

## Persone

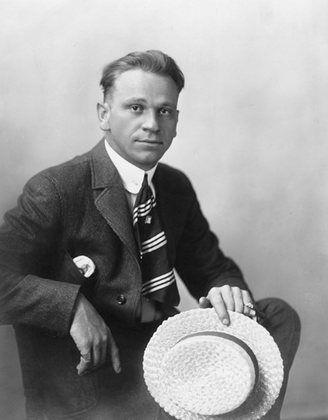
Wallace Beery

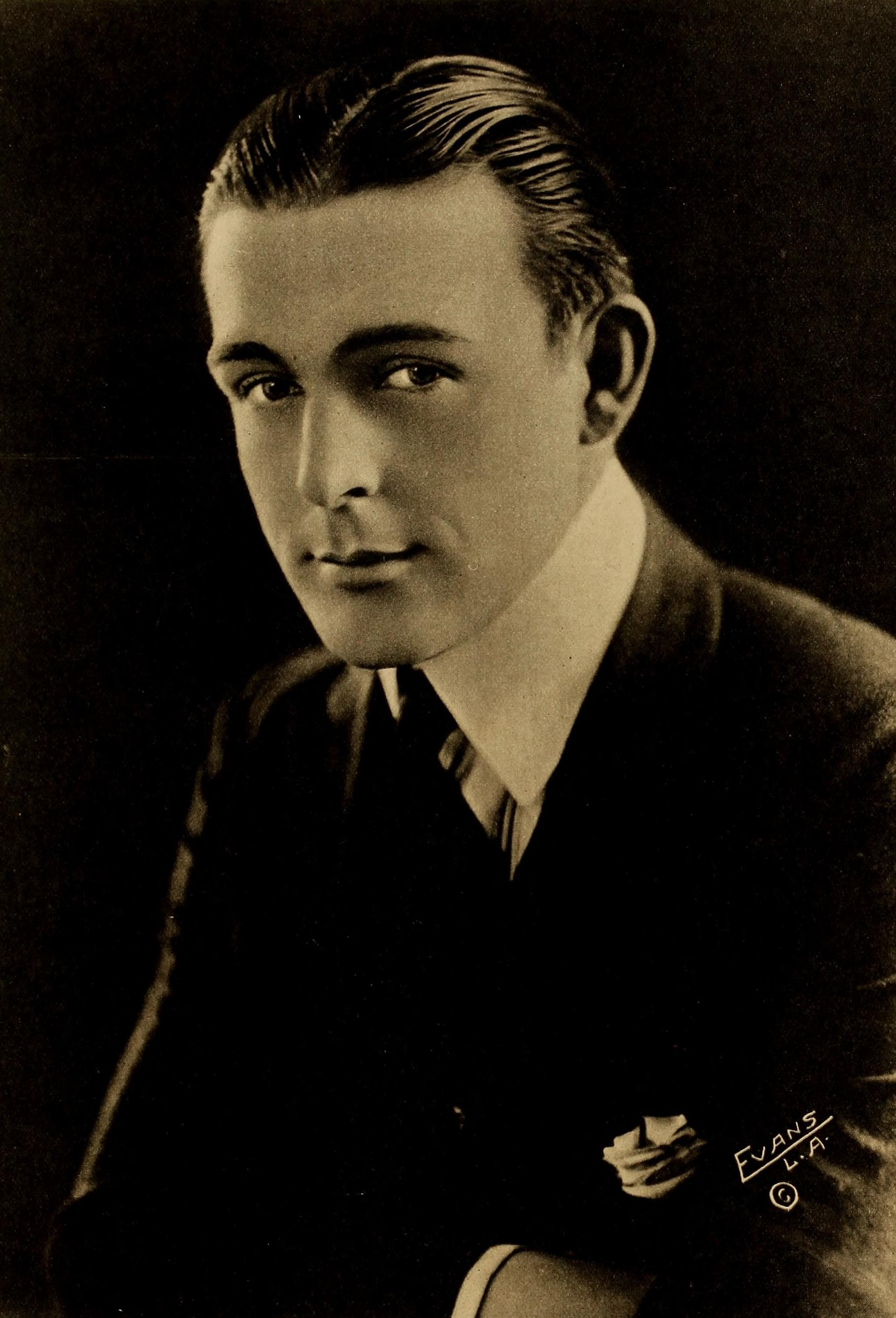
Wallace Reid

- Wallace Beery, attore e regista statunitense
- Wallace Bryant, cestista e allenatore di pallacanestro statunitense
- Wallace Carlson, regista statunitense
- Wallace Carothers, chimico statunitense
- Wallace H. Coulter, ingegnere e inventore statunitense
- Wallace de Souza, pallavolista brasiliano
- Wallace Fortuna Dos Santos, calciatore brasiliano
- Wallace Ford, attore britannico naturalizzato statunitense
- Wallace Hartley, violinista e direttore d'orchestra britannico
- Wallace Langham, attore statunitense
- Wallace Martin Lindsay, filologo e paleografo britannico
- Wallace Martins, pallavolista brasiliano
- Wallace McCutcheon, regista statunitense
- Wallace McCutcheon Jr., attore e regista statunitense
- Wallace Fard Muhammad, religioso e predicatore statunitense
- Wallace O'Connor, nuotatore e pallanuotista statunitense
- Wallace Oliveira dos Santos, calciatore brasiliano
- Wallace Fernando Pereira, calciatore brasiliano
- Wallace Reid, attore, regista e sceneggiatore statunitense
- Wallace Reis da Silva, calciatore brasiliano
- Wallace Clement Sabine, fisico statunitense
- Wallace Sargent, astronomo statunitense
- Wallace Shawn, attore, doppiatore, commediografo e comico statunitense
- Wallace Broecker, scienziato, climatologo e geologo statunitense
- Wallace Spearmon, atleta statunitense
- Wallace Stegner, storico, scrittore e ambientalista statunitense
- Wallace Stevens, poeta statunitense
- Wallace Thurman, scrittore, saggista, giornalista, drammaturgo ed editore statunitense
- Wallace Wattles, scrittore statunitense
- Wallace Worsley, regista e attore statunitense

## Il nome nelle arti
- Wallace è un personaggio della serie animata Wallace e Gromit.
- Wallace Breen è un personaggio della serie di videogiochi Half-Life.
- Wallace Fennel è un personaggio della serie televisiva Veronica Mars.
- Wallace Wells è un personaggio della serie a fumetti Scott Pilgrim, e del film da essa tratta Scott Pilgrim vs. the World.
- Wally Wackford è un personaggio della webserie animata Helluva Boss.